# Mandarina suenoae
Mandarina suenoae é uma espécie de gastrópode da família Camaenidae.
É endémica de Japão.